# El Castillo (jaskinia)
El Castillo – jaskinia z prehistorycznym stanowiskiem archeologicznym, znajdująca się koło Puente Viesgo w hiszpańskiej Kantabrii.
Jaskinię, położoną w północno-wschodnim zboczu góry Monte Castillo, odkrył w listopadzie 1903 roku Hermilio Alcalde del Río. W trakcie prac archeologicznych odkryto długą sekwencję warstw kulturowych. 26 jednostek stratygraficznych zawiera poziomy mustierskie, oryniackie, graweckie, solutrejskie i magdaleńskie. Z ostatnich warstw wydobyto m.in. bâtons de commandement, harpuny i 33 zdobione rytami łopatki jeleni. Z okresu kultury magdaleńskiej pochodzą pokrywające ściany jaskini malowidła, przedstawiające żubry, konie, znaki punktowe i odciski rąk, a później także koziorożce i jelenie.